# 鳥取大学前駅
鳥取大学前駅（とっとりだいがくまええき）は、鳥取県鳥取市湖山町南五丁目にある西日本旅客鉄道（JR西日本）山陰本線の駅である。

## 概要
駅名の通り、鳥取大学鳥取キャンパスの目の前に位置しており、特急「スーパーはくと」、観光列車「あめつち」、回送・臨時列車を除いた全ての特急・普通列車と、快速「とっとりライナー」が停車する。
過去に臨時列車として鳥取大学2次試験の日に「ビクトリーはくと」が大阪駅 - 鳥取大学前駅間、「ビクトリーいなば」が岡山駅 - 鳥取大学前駅間で運転されていた。試験に勝つようにという意味を込めた愛称で、受験生向けとして全車指定席とし、試験前日の昼間に鳥取大学前行きが運行され、当日の試験終了後の夕方に大阪行き、岡山行きが運行されていたが、その後の定期列車の増発により臨時列車の運行が困難となったことから、2025年からは鳥取駅 - 宝木駅間の臨時普通列車で対応することとなり、現在は運転されていない。
当駅を中心とした半径1km圏内に小・中・高校が5校あり、住宅開発も進んでいることから鳥取県及び鳥取市の要望で設置された駅である。

## 歴史
- 1995年（平成7年）
  - 3月：鳥取県と鳥取市の要望を受け、着工[5]。建設時の仮称は西湖山であった[5]。
  - 7月27日：JR山陰本線の湖山駅 - 末恒駅間に新設開業[1]。
- 2010年（平成22年）3月13日：この日のダイヤ改正から特急列車（一部）の停車駅となる。
- 2013年（平成25年）3月16日：この日のダイヤ改正でとっとりライナーの全停車駅となる。
- 2014年（平成26年）3月15日：この日のダイヤ改正で「スーパーまつかぜ」・「スーパーおき」の全停車駅となる。
- 2016年（平成28年）
  - 9月30日：みどりの窓口の営業を終了[6]。
  - 10月1日：みどりの券売機プラスを導入[6]。
- 2024年（令和6年）4月1日：無人化[注 1][2][3]。
- 2025年（令和7年）3月15日：ICカード「ICOCA」の利用が可能になる[7][8]。

## 駅構造
米子方面に向かって右側に、5両編成対応の単式ホーム1面1線を有する地上駅（停留所）。地上駅ではあるが地形の都合上、ホームは駅舎（約25m2）より1段下にあるため、改札からホームへは階段またはスロープで下りるようになっている。駅部分は第三セクターである鳥取開発公社が7,000万円の建設費を全額負担し、鳥取県が1億1,400万円を負担して駅前広場と駐輪場を整備した。
無人駅で、みどりの券売機プラスが設置されている。また、駅前にロータリーがある。

## 利用状況
「鳥取市統計要覧」によると、2020年度の年間の乗車人員は56.0万人で1日平均の乗車人員は1,534人と算出できる。
近年の乗車人員の推移は以下の通りである。
| 年度   | 年間 乗車人員 | 1日平均 乗車人員 |
| ------ | ------------- | ---------------- |
| 2000年 | 68万          | 1,863            |
| 2001年 | 72万          | 1,973            |
| 2002年 | 76万          | 2,082            |
| 2003年 | 76万          | 2,077            |
| 2004年 | 78万          | 2,137            |
| 2005年 | 80万          | 2,192            |
| 2006年 | 83万          | 2,274            |
| 2007年 | 83万          | 2,268            |
| 2008年 | 84万          | 2,301            |
| 2009年 | 80万          | 2,192            |
| 2010年 | 78.8万        | 2,164            |
| 2011年 | 77.2万        | 2,104            |
| 2012年 | 78.7万        | 2,164            |
| 2013年 | 80.2万        | 2,197            |
| 2014年 | 73.9万        | 2,025            |
| 2015年 | 73.3万        | 2,003            |
| 2016年 | 72.9万        | 1,997            |
| 2017年 | 73.9万        | 2,025            |
| 2018年 | 73.6万        | 2,016            |
| 2019年 | 70.6万        | 1,929            |
| 2020年 | 56.0万        | 1,534            |

## 駅周辺

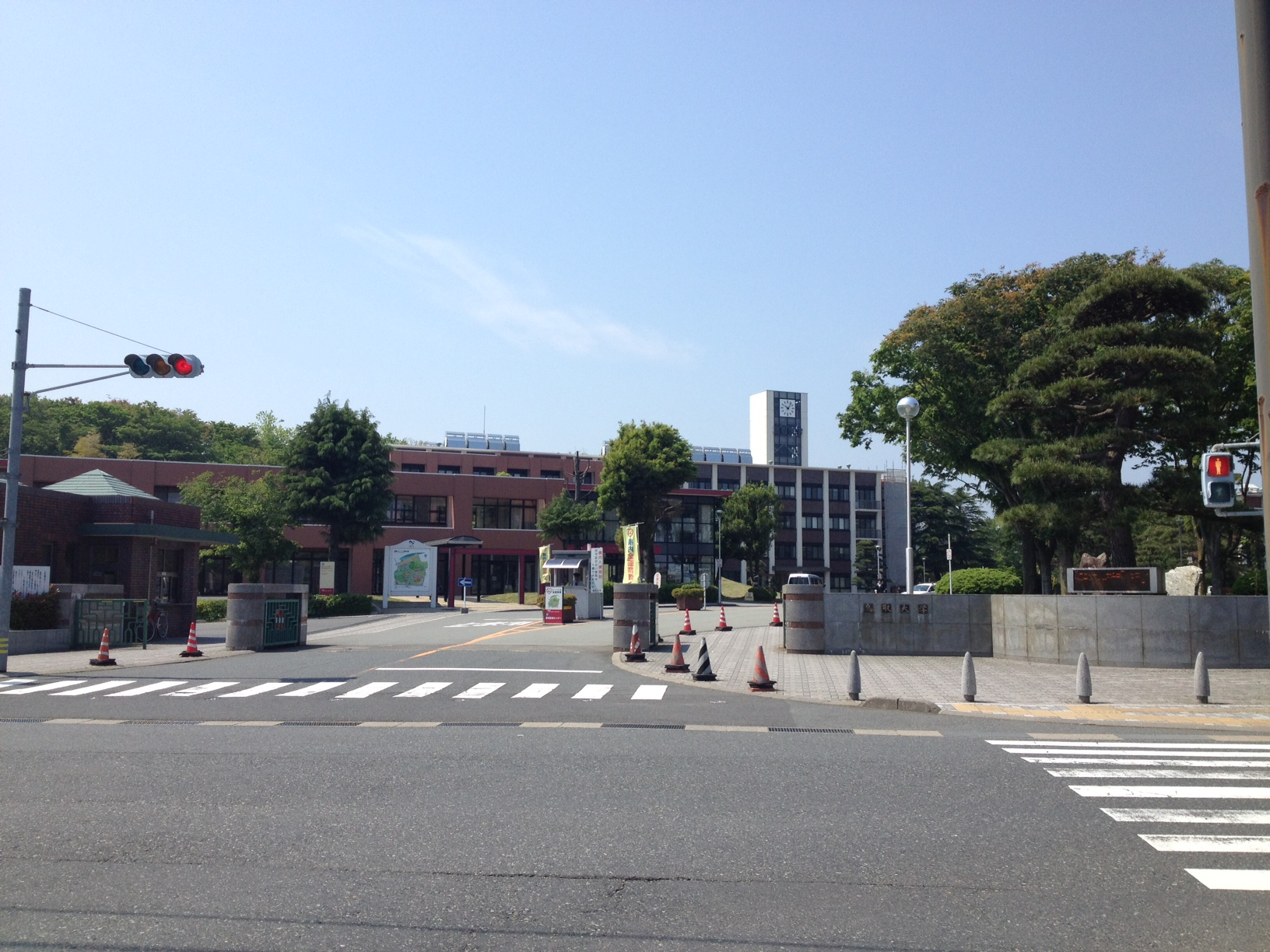
鳥取大学 鳥取キャンパス

駅名の由来である鳥取大学の最寄駅であると同時に、鳥取空港（愛称名：鳥取砂丘コナン空港）への最寄駅でもある。
- 鳥取空港（当駅から北へ約1.6km）
- 湖山池
- Sマート湖山店
- マルイ湖山店
- 湖山郵便局
- 鳥取湖山北郵便局
- 鳥取銀行湖山支店
- 山陰合同銀行湖山出張所
- 鳥取信用金庫 湖山中央支店
- 鳥取大学鳥取キャンパス（当駅から正門まで約170m、徒歩3分）
  - 地域学部
  - 工学部
  - 農学部
    - 生物資源環境学科
    - 獣医学科

  - 鳥取大学附属中学校
  - 鳥取大学附属小学校
- 鳥取県立鳥取商業高等学校
- 鳥取県立鳥取湖陵高等学校
- 鳥取警察署湖山交番
- 国道9号
- 鳥取県道264号鳥取空港布勢線
- 鳥取県道318号伏野覚寺線

## バス路線

### 鳥取大学前
バスのりばは駅東側の道路上に「鳥取大学前」停留所が設置されている。この停留所は当駅開業前から存在している。かつては日本交通も運行していた。
| のりば                  | 運行事業者   | 系統・行先                             | 備考                                                                           |
| 高速バス                | 高速バス     | 高速バス                               | 高速バス                                                                       |
| ----------------------- | ------------ | -------------------------------------- | ------------------------------------------------------------------------------ |
| 北行 （鳥取大学前駅側） | 日ノ丸自動車 | プリンセスバード号：姫路（姫路駅北口） |                                                                                |
| 路線バス                |              |                                        |                                                                                |
| 北行 （鳥取大学前駅側） | 日ノ丸バス   | 43・43N・58：鳥取駅                    | 「43」「43N」は平日のみ運行 「58」は循環右回り（湖山・布勢方面）               |
| 南行 （反対側）         | 日ノ丸バス   | 43・43N：鳥大附属校 57：鳥取駅         | 「43」「43N」は平日のみ運行 「57」は循環左回り（鳥大附属校・公園前・布勢方面） |

### 鳥商前
当駅から東へ約300m、徒歩4分の道路上に「鳥商前」停留所が設置されている。
| のりば | 運行事業者 | 系統・行先 | 備考 |
| ------ | ---------- | --- | --- |
| 東行   | 日ノ丸バス | 41・41H・41Z・43・43N・44・45・45H・46・46H・46N・47・47H・49・58・59：鳥取駅                                                        | 「43N」「46N」「59」は平日のみ運行 「49」は循環左回り（湖山・相生町方面） 「58」は循環右回り（湖山・布勢方面）                                                                                        |
| 西行   | 日ノ丸バス | 48・57：鳥取駅 43・43N：鳥大附属校 46・46N・46H：美萩野団地 45・45H：吉岡温泉 44・47・47H・59：白兎養護学校 41・41H・41Z：鹿野営業所 | 「48」は循環右回り（賀露大橋・イオン鳥取北・南隈口・相生町方面） 「57」は循環左回り（鳥大附属校・公園前・布勢方面） 「43」「43N」「44」「47」「47H」「59」は平日のみ運行 「46」「46N」「46H」は循環便 |

### 湖陵高校前
当駅から北へ約450m、徒歩6分の道路上に「湖陵高校前」停留所が設置されている。
| のりば                  | 運行事業者                          | 系統・行先 | 備考 |
| 高速バス                | 高速バス                            | 高速バス | 高速バス |
| ----------------------- | ----------------------------------- | --- | --- |
| 南行 （鳥取湖陵高校側） | 日本交通 (鳥取県) 日本交通 (大阪府) | 山陰特急バス：大阪（なんば (OCAT)・弁天町）/ 神戸（三宮バスターミナル）                                        | 当面の間は運休中                                                                                                |
| 北行 （鳥取商業高校側） | 日ノ丸自動車                        | メリーバード号：広島（大塚駅・広島バスセンター）                                                               | 当面の間は運休中                                                                                                |
| 北行 （鳥取商業高校側） | 日本交通 (鳥取県) 日ノ丸自動車      | 大山号：北九州（小倉駅・砂津・黒崎インター（引野口））/ 福岡（博多バスターミナル・西鉄天神高速バスターミナル） | 夜行便。当面の間は期間限定運行                                                                                  |
| 南行 （鳥取湖陵高校側） | 日ノ丸バス                          | 44・45・46・46H・49・59：鳥取駅                                                                                | 「49」以外は平日のみ運行 「49」は循環左回り（湖山・相生町方面）                                                 |
| 北行（鳥取商業高校側）  | 日ノ丸バス                          | 48：鳥取駅 46・46H：美萩野団地 45：吉岡温泉 44：白兎養護学校                                                   | 「48」以外は平日のみ運行 「48」は循環右回り（賀露大橋・イオン鳥取北・南隈口・相生町方面） 「46」「46H」は循環便 |

## 隣の駅
西日本旅客鉄道（JR西日本）
 山陰本線
- 特急「スーパーおき」「スーパーまつかぜ」停車駅

■快速「とっとりライナー」（上り）
湖山駅 - 鳥取大学前駅 - 浜村駅
■快速「とっとりライナー」（下り）・■普通
湖山駅 - 鳥取大学前駅 - 末恒駅